# Utrechts Requiem
Het Utrechts Requiem is een modern requiem waarin de levensverhalen van zes mensen uit Utrecht en omstreken op muziek zijn gezet. Het tweejaarlijkse project begon in 2017 onder de naam Utregs Requiem. Deze vorm, waarbij verhalen uit de maatschappij verbonden worden met een kunstvorm als muziek, staat bekend als community art. Het project is een initiatief van regisseur Ellen Blom.

## Inhoud
De naam requiem verwijst eigenlijk naar een dodenmis. Het Utrechts Requiem gaat echter over levensverhalen waarin miskenning en uitsluiting, verslaving, geweld of misbruik een rol spelen, maar waar mensen weer bovenop zijn gekomen. De "wil om af te rekenen met het verleden en een nieuw leven op te bouwen" staat centraal, waardoor het verleden figuurlijk ten grave wordt gedragen. De verhalen en de muziek vormen met elkaar een "muzikale vertelling over leven en dood, hoop en angst, schuld en bevrijding". De levensverhalen worden door een schrijver verwerkt tot een libretto, en op muziek gezet door (klassieke) componisten. De hoofdpersonen spelen zelf ook een rol in de uitvoering van het werk.
Het werk wordt uitgevoerd in tientallen concerten rond Utrecht en in de Grote Zaal van TivoliVredenburg in Utrecht, waar het gecombineerd wordt met een randprogrammering bestaande uit kleine concerten, lezingen of een TEDx talk.

## Edities
- 2017[3]: Waarheen leidt de weg? - muziek door Anke Brouwer, Willem Wander van Nieuwkerk, Joost Kleppe en Gábor Tarján, libretto door Herman van Tongerloo

- 2019[1]: Geen titel - muziek door Monique Krüs, Reza Namavar, Renske Vrolijk en Willem Wander van Nieuwkerk, libretto door Herman van Tongerloo
- 2021/2022[4]: Meet my story - muziek door Joost Kleppe, Imre Ploeg, Monique Krüs, Peter Vigh, Willem Wander van Nieuwkerk, Gábor Tarján, libretto door Herman van Tongerloo,
- 2023/2024: Kanaries - muziek door Lucas Wiegerink, Primo Ish-Hurwitz, Monique Krüs en Joost Kleppe, libretto door Herman van Tongerloo